# 四氯二(四氢呋喃)合钛(IV)
四氯二(四氢呋喃)合钛(IV)是一种配位化合物，化学式为C8H16Cl4O2Ti，可简写为TiCl4(THF)2，其中THF为四氢呋喃。它是一种强路易斯酸。

## 制备
四氯二(四氢呋喃)合钛(IV)可由四氯化钛和四氢呋喃在正己烷（或二氯甲烷）中反应得到。
TiCl4 + 2 THF → TiCl4(THF)2
由于该反应是剧烈放热的，一般不在无溶剂条件下反应。

## 性质
四氯二(四氢呋喃)合钛(IV)和镁在四氢呋喃中于氩气保护下反应，可以得到[Ti(MgCl)2(THF)]2：
2 TiCl4(THF)2 + 6 Mg + 2 THF → [Ti(MgCl)2(THF)]2 + 2 MgCl2(THF)2
生成的低价钛化合物可以吸收二氧化碳，生成[Ti(OOCH)2MgCl1.5(THF)]，它可以进一步和酸反应，生成甲酸，或和碘乙烷反应，生成甲酸乙酯。
它和镁直接在氮气环境中反应，可以得到TiN(MgCl)2(THF)，它可以再和碘反应，经ITiN(MgCl)2中间体，生成Ti=N(MgCl)。氯化亚锡也能将其还原，生成TiCl3(THF)3和绿色的[TiCl2(THF)4][SnCl5(THF)]：
2 TiCl4(THF)2 + SnCl2 → [trans-TiCl2(THF)4][SnCl5(THF)] + TiCl3(THF)3
四氯二(四氢呋喃)合钛(IV)可以和MgCl2(THF)2（1：2）在THF中反应，析出黄色的[(THF)3Mg(μ-Cl)3Mg(THF)3][TiCl5(THF)]晶体；等摩尔比反应时，生成[(THF)4Mg(μ-Cl)2TiCl4]。

## 应用
四氯二(四氢呋喃)合钛(IV)可以用作TiIV源合成有机钛化合物，如它和1,4-二(三甲基硅基)环辛四烯二锂反应，可以制得夹心化合物Ti{C8H6[Si(CH3)3]2}2；它在THF中被萘钾还原，形成萘基钛阴离子中间体，加入白磷后发生配体取代反应，以制得含五磷唑的钛阴离子[Ti(P5)2]2−。它也可用作金属有机框架材料的后处理（如金属交换）试剂。